# Новоямашево
Новояма́шево (рос. Новоямашево, башк. Яңы Ямаш) — присілок у складі Куюргазинського району Башкортостану, Росія. Входить до складу Крівле-Ілюшкинської сільської ради.
Населення — 71 особа (2010; 85 в 2002).
Національний склад:
- башкири — 95%